# Geschichtsraum
Mit Geschichtsraum ist der Raum gemeint, in dem sich Geschichte entwickelt. Reinhart Koselleck formuliert dazu: „Jeder geschichtliche Raum konstituiert sich kraft der Zeit, mit der er durchmessen werden kann, wodurch er politisch oder ökonomisch beherrschbar wird.“
Von einem geschlossenen Geschichtsraum kann gesprochen werden, wo sich Geschichte über einen historisch bedeutsamen Zeitraum ohne erkennbare Einflüsse von außen entwickelt hat. 
Das wäre zum Beispiel Australien in der Zeit der Aborigines, der amerikanische Kontinent zwischen der Einwanderung aus Sibirien und dem Eindringen von Europäern (um 1000 und dann ab 1492) und der afroeurasische Raum. 
In weniger strengem Sinne kann man vom Mittelmeerraum bis Persien, vom südasiatischen und vom ostasiatischen Raum sprechen und in Afrika den zum Mittelmeerraum gehörigen nordafrikanischen und den schwarzafrikanischen Raum unterscheiden. Dagegen nimmt in Amerika Mittelamerika eine starke Bindungsfunktion wahr, so dass nur der extreme Süden und der extreme Norden deutlich voneinander abgegrenzt sind.
Nordeuropa ist bis zur Völkerwanderungszeit relativ stark vom Mittelmeerraum abgetrennt. Auch lassen sich Phasen feststellen, wo Mittelmeerraum und asiatischer Raum durch den arabischen Raum relativ deutlich getrennt werden, so dass es schwer ist, eine einheitliche Chronologie aufzubauen.
Geschichte in einem geschlossenen Geschichtsraum ist völlig eigenständig, doch ist sie die Ausnahme. Im Normalfall entwickeln sich Kulturen im Austausch, bis zum Zeitalter der Entdeckungen hin freilich in beschränktem Austausch. Bis dahin kann Geschichte nur von Völkern, Reichen und Staaten und ihren Außenbeziehungen geschrieben werden. Dann treten mehrere Kontinente übergreifende politische Einheiten, die Kolonialreiche, und Aktionen, zum Beispiel der atlantische Dreieckshandel, auf. Zuvor hatten politische Außenbeziehungen und Fernhandel zwar Verbindungen geknüpft, aber keine neuen Aktionseinheiten geschaffen. 
Globalgeschichte entwickelt sich allerdings doch erst mit dem Imperialismus und dem Ersten und Zweiten Weltkrieg.